# Foucault (Mondkrater)
Foucault ist ein kleiner lunarer Einschlagkrater am südlichen Ufer des Mare Frigoris, südöstlich des Kraters Harpalus. Benannt wurde er 1935 nach dem französischen Physiker Léon Foucault.
Südlich im felsigen Gelände erkennt man den Krater Sharp. Die Außenbegrenzung von Foucault bildet einen unregelmäßigen Kreis mit leichten Ausbuchtungen im Süden und Nordosten. Die Kraterinnenwände fallen gleichmäßig auf einen unebenen Kraterboden hin ab.